# 上越線
上越線（日语：／ Jōetsu sen */?）是一條連結群馬縣高崎市高崎站和新潟縣長岡市宮內站（列車運行上為長岡站），屬於東日本旅客鐵道（JR東日本）的鐵路線（幹線）。
除此以外還設有越後湯澤站－Gala湯澤站的支線。此支線利用上越新幹線前往其保線基地的引道線作為營業線，停靠新幹線列車，但法規上不視作新幹線而視作在來線，軌道名稱在實施計劃上稱為上越線的支線。

## 概要
上越线起点为高崎线的终点站高崎站，从高崎站出发沿流经群马县境内的利根川北上，越过三国山脉後进入新潟县境内，沿中越地方的魚野川、信浓川最终到达终点长冈市。在终点站宫内站可换乘信越本线。上越线除後闲站-越后汤泽站段外线路基本和日本国道17号并行。
上越线名称取其连接的两个古令制国上州（现群马县）和越後（现新潟县）的首字组合而成。
高崎站－水上站間根據旅客營業規則包括在大都市近郊區間的「東京近郊區間」內，而小千谷站－宮內站間則是「新潟近郊區間」內。該線的東京近郊區間成為IC乘車卡「Suica」的首都圈地域車站，同樣地在新潟近郊區間內，小千谷站與宮內站也成為Suica的新潟地域（同為一部分對應站）車站，但中途的越後瀧谷站無法使用Suica。

## 路線資料

### 本線
- 管轄：東日本旅客鐵道（第一種鐵道事業者）、日本貨物鐵道（第二種鐵道事業者）
- 路段（營業距離）：高崎－宮內 162.6公里
- 站數：35個（包括起終點站）
  - 若只限屬於上越線的車站，排除屬於高崎線的高崎站與屬於信越本線的宮內站[3]則為33個。
- 軌距：1067毫米
- 複線路段：全線
- 電氣化路段：全線（直流電1500V）
- 閉塞方式：自動閉塞式
- 保安裝置：
  - ATS-P（高崎－水上、越後中里－石打、六日町站構內、浦佐站構內）
  - ATS-Ps（水上站構內、小出站構內）
  - ATS-SN（水上－越後中里、六日町站構內與除浦佐站構內外石打－宮內）
- 最高速度：
  - 高崎－水上 …優等列車120公里/小時、普通列車100公里/小時
  - 水上－越後湯澤 …優等列車110公里/小時、普通列車100公里/小時
  - 越後湯澤－六日町 …優等列車120公里/小時、普通列車100公里/小時
  - 六日町－宮內 …優等列車110公里/小時、普通列車100公里/小時
- 運轉指令所（日语：運転指令所）：
  - 高崎－水上 …高崎綜合指令室（運轉取扱於高崎站、新前橋站、澀川站、沼田站、後閑站、水上站進行。）
  - 水上－宮內 …新潟綜合指令室（CTC）

### 支線
- 管轄：東日本旅客鐵道（第一種鐵道事業者）
- 路段（營業距離）：越後湯澤－Gala湯澤 1.8公里
- 站數：1個（起點站除外）
- 軌距：1435毫米
- 複線路段：全線（單線並列）
- 電氣化路段：全線（交流電50Hz・25,000V）
- 閉塞方式：車內信號式（ATC方式）
- 運轉指令所（日语：運転指令所）：新幹線運行本部綜合指令室

高崎－土合由東日本旅客鐵道高崎支社管轄，土樽－宮內與Gala湯澤支線由東日本旅客鐵道新潟支社管轄，土合站與土樽站之間（上行線清水隧道的土合方出口附近，大宮起計146.43公里）為支社邊界。

## 運行型態

### 特急列車
從上野車站出發，經由上越線、吾妻線直達長野原草津口站的定期列車。
- 特急「草津·四萬」行駛上越線的高崎站-涉川站間，與吾妻線直通。

### 普通列車
普通列車的營運是以水上站做為境界站，主要分成兩個運轉系統，群馬縣境內行駛區間為高崎-水上，新潟地區則是行駛水上-長岡，以下分為四個部分解說，前者是高崎-新前橋、新前橋-水上，後者是水上-越後中里、越後中里-長岡。

#### 高崎-新前橋間
因為歷史因素和通勤需求，高崎線和兩毛線的運輸總是一體化，往來高崎線和兩毛線間的班次一個小時約有5-7班。從高崎線直通運轉過來的班次包含湘南新宿系統的普通車、快速「アーバン」、通勤快速、上野東京系統的普通車。以前橋站做為到發的列車將省略標註上越線和兩毛線的資訊。

從2017年3月4日起，白天前往水上、涉川方面（包含吾妻線直通運轉班次）部分會從新前橋站發車，兩毛線開往高崎方面直通運轉班次則全數以高崎站到發。

#### 新前橋-水上間
新前橋以北往涉川、水上或是直通吾妻線的運轉系統，一般來說一小時有2-3班車，其中的1-2班是開往水上，1班往吾妻線。前述的班次大多數都是以高崎站為到發站，少數班次是以新前橋站作為到發，基本上所有的列車都行駛在群馬縣的範圍內。

#### 水上-越後中里間
此區間的普通列車一天開行5往復、逢週末早上再加開一個往復，總共6往復，以2-4輛編成的列車行駛。然而每逢冬季會增發列車，平日7往復、假日8往復，不過還是會有3-4小時沒有班次的空檔。在貨物列車的部分，有往來首都圈和新潟、北陸地區、東北地區日本海側需求之故，班次不少。

本路段所有的普通列車將會行駛至長岡，然而在越後中里以北的單人運轉模式在此區間不實施。由於路線穿越上越國境的山區，當地固定旅客很少，與鐵路平行的公路客運班次設定比電車相同甚至來得多一些，關於橫跨縣境的土合站-土樽站間則沒有公路通行。

#### 越後中里-長岡間
為了輸送新潟縣地域的旅客，主要採普通列車營運。本路段基本的運行型態是水上、越後中里、越後湯澤、石打-長岡，其中以越後湯澤-長岡班次最多，以單日班次來說，越後中里-越後湯澤9往復，越後湯澤、石打-長岡則多達15往復，所有列車均直通信越本線的長岡站。另外早晨會有一班下行的列車由石打站始發開往新潟站。
自從2016年開始，白天一部分列車採單人運轉方式營運。

另外，北越急行北北線直通列車會行駛於越後湯澤-六日町間。一部分的普通、快速列車會停靠鹽澤、上越國際滑雪場前站（季節限定開放），而石打站、大澤站全數列車通過，關於超快速「雪兔」僅有下行一班車停靠六日町站，其餘則全站通過，越後湯澤開車後直達北北線內的十日町站。北北線直通運轉列車全部採單人運轉。

越後川口站-長岡站間有2往復的飯山線直通列車。

## 使用車輛
現在使用車輛

特急列車

- 電車
  - E257系（大宮總合車輛中心所屬） 擔任特急「草津・四萬」的車型

普通列車

- 電車
  - E231系1000番台（小山車輛中心、國府津車輛中心所屬）
  - E233系3000番台 （小山車輛中心、國府津車輛中心所屬）
    - 與高崎線和兩毛線的前橋站間直通運轉的車輛，行駛於上越線內高崎-新前橋路段。

  - E129系（新潟車輛中心所屬）
    - 2015年11月26日起投入越後中里-宮內間部分班次運用，隨著裝置了ATS-P系統，在2016年3月時刻改正後，正式開始運用於水上-宮內路段，取代原先的115系電車。

  - 211系（高崎車輛中心所屬）
    - 2016年8月22日起取代107系、115系電車行駛於高崎-水上間，有4輛或是6輛兩種編成。

  - HK100型（北越急行所屬）
    - 北越急行北北線直通運轉的車型，上越線內行駛越後湯澤-六日町間。

- 氣動車
  - KiHa 110型（長野總合車輛中心所屬）
    - 飯山線直通運轉的車輛，上越線內行駛越後川口-宮內間。

貨物列車

- EH200型（高崎機關區所屬）
  - 接替EF64型電力機車的車型，2009年3月14日時刻改正起開始運用於本路線部分貨物列車，2010年3月13日後隨著EF64轉移配屬至愛知機關區，全面接替上越線的定期貨物列車牽引任務。

過去使用車輛

- 電車
  - 107系（高崎車輛中心所屬）
    - 原先行駛於高崎-水上間，退役前運用調整為兩毛線直通運轉班次，上越線內行駛高崎-新前橋間，於2017年退出運用。

  - 115系（高崎車中心所屬、新潟車輛中心所屬）
    - 高崎-水上間的班次由高崎車輛中心所屬的車輛擔任，2018年時刻改正後退出運用。
    - 水上-長岡間的車輛則是隸屬新潟車輛中心，2016年時刻改正後退出運用。

  - 651系（大宮總合車輛中心所屬） 擔任特急「草津」的車型，2023年時刻改正後退出運用。

## 車站列表
為方便起見，一併記載宮內站側所有旅客列車直通至信越本線長岡站的路段。
- （貨）：貨物專用站、◇印：貨物取扱站（貨物專用站除外。沒有定期貨物列車到發）
- 北北線直通以外的普通列車（不包括臨時快速）基本停靠所有車站，一部分列車通過上越國際滑雪場場前站。
  - 越後湯澤－六日町的北北線直通的普通、快速、超快速列車的停車站參見「北北線#車站列表」。
- 特急列車與臨時列車的停車站參見各列車條目。

| 路線名       | 中文站名         | 日文站名 | 英文站名 | 站間營業距離 | 累計營業距離                                       | 接續路線 | 所在地 | 所在地          |
| ------------ | ---------------- | -------- | -------- | ------------ | -------------------------------------------------- | --- | ------ | --------------- |
| 上越線       | 高崎◇            |          |          | -            | 0.0                                                | 東日本旅客鐵道： 上越新幹線、北陸新幹線、■高崎線（包括上野東京線、 湘南新宿線）、■八高線、■信越本線 上信電鐵：■上信線 | 群馬縣 | 高崎市          |
| 上越線       | 高崎問屋町       |          |          | 2.8          | 2.8                                                | | 群馬縣 | 高崎市          |
| 上越線       | 井野             |          |          | 1.2          | 4.0                                                | | 群馬縣 | 高崎市          |
| 上越線       | 新前橋           |          |          | 3.3          | 7.3                                                | 東日本旅客鐵道：■兩毛線                                                                                               | 群馬縣 | 前橋市          |
| 上越線       | 群馬總社         |          |          | 4.8          | 12.1                                               | | 群馬縣 | 前橋市          |
| 上越線       | 八木原◇          |          |          | 5.6          | 17.7                                               | | 群馬縣 | 澀川市          |
| 上越線       | 澀川◇            |          |          | 3.4          | 21.1                                               | 東日本旅客鐵道：■吾妻線                                                                                               | 群馬縣 | 澀川市          |
| 上越線       | 敷島             |          |          | 6.4          | 27.5                                               | | 群馬縣 | 澀川市          |
| 上越線       | 津久田           |          |          | 3.0          | 30.5                                               | | 群馬縣 | 澀川市          |
| 上越線       | 岩本             |          |          | 5.8          | 36.3                                               | | 群馬縣 | 沼田市          |
| 上越線       | 沼田             |          |          | 5.1          | 41.4                                               | | 群馬縣 | 沼田市          |
| 上越線       | 後閑             |          |          | 5.2          | 46.6                                               | | 群馬縣 | 利根郡 水上町   |
| 上越線       | 上牧             |          |          | 7.1          | 53.7                                               | | 群馬縣 | 利根郡 水上町   |
| 上越線       | 水上             |          |          | 5.4          | 59.1                                               | | 群馬縣 | 利根郡 水上町   |
| 上越線       | 湯檜曾           |          |          | 3.6          | 62.7                                               | | 群馬縣 | 利根郡 水上町   |
| 上越線       | 土合             |          |          | 6.6          | 69.3                                               | | 群馬縣 | 利根郡 水上町   |
| 上越線       | 土樽             |          |          | 10.8         | 80.1                                               | | 新潟縣 | 南魚沼郡 湯澤町 |
| 上越線       | 越後中里         |          |          | 7.3          | 87.4                                               | | 新潟縣 | 南魚沼郡 湯澤町 |
| 上越線       | 岩原滑雪場前     |          |          | 3.7          | 91.1                                               | | 新潟縣 | 南魚沼郡 湯澤町 |
| 上越線       | 越後湯澤         |          |          | 3.1          | 94.2                                               | 東日本旅客鐵道： 上越新幹線、Gala湯澤支線                                                                             | 新潟縣 | 南魚沼郡 湯澤町 |
| 上越線       | 石打             |          |          | 6.4          | 100.6                                              | | 新潟縣 | 南魚沼市        |
| 上越線       | 大澤             |          |          | 4.0          | 104.6                                              | | 新潟縣 | 南魚沼市        |
| 上越線       | 上越國際滑雪場前 |          |          | 1.0          | 105.6                                              | | 新潟縣 | 南魚沼市        |
| 上越線       | 鹽澤             |          |          | 2.3          | 107.9                                              | | 新潟縣 | 南魚沼市        |
| 上越線       | 六日町           |          |          | 3.9          | 111.8                                              | 北越急行：■北北線 | 新潟縣 | 南魚沼市        |
| 上越線       | 五日町◇          |          |          | 6.6          | 118.4                                              | | 新潟縣 | 南魚沼市        |
| 上越線       | 浦佐             |          |          | 5.5          | 123.9                                              | 東日本旅客鐵道： 上越新幹線                                                                                           | 新潟縣 | 南魚沼市        |
| 上越線       | 八色             |          |          | 3.1          | 127.0                                              | | 新潟縣 | 南魚沼市        |
| 上越線       | 小出             |          |          | 5.2          | 132.2                                              | 東日本旅客鐵道：■只見線                                                                                               | 新潟縣 | 魚沼市          |
| 上越線       | 越後堀之內       |          |          | 2.5          | 134.7                                              | | 新潟縣 | 魚沼市          |
| 上越線       | 北堀之內         |          |          | 3.4          | 138.1                                              | | 新潟縣 | 魚沼市          |
| 上越線       | 越後川口         |          |          | 4.7          | 142.8                                              | 東日本旅客鐵道：■飯山線                                                                                               | 新潟縣 | 長岡市          |
| 上越線       | 小千谷           |          |          | 6.6          | 149.4                                              | | 新潟縣 | 小千谷市        |
| 上越線       | 越後瀧谷         |          |          | 7.2          | 156.6                                              | | 新潟縣 | 長岡市          |
| 上越線       | 宮內             |          |          | 6.0          | 162.6                                              | 東日本旅客鐵道：■信越本線（柏崎方向）                                                                                 | 新潟縣 | 長岡市          |
| 信越本线     | 宮內             |          |          | 6.0          | 162.6                                              | 東日本旅客鐵道：■信越本線（柏崎方向）                                                                                 | 新潟縣 | 長岡市          |
| （貨）南長岡 |                  | /        | 1.4      | 164.0        |                                                    | | 新潟縣 | 長岡市          |
| 長岡         |                  |          | 1.6      | 165.6        | 東日本旅客鐵道： 上越新幹線、■信越本線（新潟方向） | | 新潟縣 | 長岡市          |

1. ↑  高崎線、上野東京線、湘南新宿線的一部分列車直通至新前橋站、兩毛線前橋站
2. ↑  八高線所有列車於高崎到發，但路線的正式終點為高崎線倉賀野站（軌道於北藤岡站的倉賀野側分岐）
3. 1 2  兩毛線、吾妻線的列車直通至高崎站
4. ↑  北北線的一部分列車直通至越後湯澤站

### Gala湯澤支線
- 位於新潟縣南魚沼郡湯澤町。所有列車均為特急列車（使用新幹線車輛）。

| 中文站名       | 日文站名 | 英文站名 | 營業距離 | 接續路線、備註                                        |
| -------------- | -------- | -------- | -------- | ----------------------------------------------------- |
| 越後湯澤       |          |          | 0.0      | 東日本旅客鐵道： 上越新幹線（直通至東京方向）、上越線 |
| （臨）Gala湯澤 |          |          | 1.8      | 季節營業的臨時站                                      |

### 廢站
- 濱尻站（日语：浜尻駅）：1940年11月1日廢除，現在的井野站－高崎問屋町站間
- 日高信號所：1921年7月1日廢除，現在的新前橋站－井野站間
- 日高站（日语：日高駅）：1940年11月1日廢除，現在的新前橋站－井野站間

### 過去的接續路線
- 高崎站：伊香保軌道線（日语：東武伊香保軌道線）（高崎、前橋－澀川－伊香保間馬車鐵道（日语：馬車鉄道）、路面電車）（高崎站前） - 1953年7月1日高崎線廢除
- 澀川站：
  - 東武伊香保軌道線（澀川站前） - 1956年12月29日伊香保線廢除
  - 吾妻軌道（日语：吾妻軌道）（澀川－中之條間馬車鐵道、路面電車） - 1933年3月休止，1934年9月30日廢除
  - 利根軌道（日语：利根軌道）（澀川－沼田間馬車鐵道、電氣鐵道） - 1924年4月1日休止，1925年3月6日廢除（上越線開業時不接續）